# Davîdivka, Poltava
Davîdivka (în ucraineană Давидівка) este un sat în comuna Kovalivka din raionul Poltava, regiunea Poltava, Ucraina.

## Demografie
Componența lingvistică a localității Davîdivka
     Ucraineană (97,8%)
     Rusă (2,2%)
Conform recensământului din 2001, majoritatea populației localității Davîdivka era vorbitoare de ucraineană (97,8%), existând în minoritate și vorbitori de rusă (2,2%).